# Ya van desplumados
|  |  |

El aguafuerte Ya van desplumados es un grabado de la serie Los Caprichos del pintor español Francisco de Goya. Está numerado con el número 20 en la serie de 80 estampas. Se publicó en 1799.

## Interpretaciones de la estampa
Existen varios manuscritos contemporáneos que explican las láminas de los Caprichos. El que se encuentra en el Museo del Prado se tiene como autógrafo de Goya, pero parece más bien despistar y buscar un significado moralizante que encubra significados más arriesgados para el autor. Otros dos, el que perteneció a Ayala y el que se encuentra en la Biblioteca Nacional, realzan la parte más escabrosa de las láminas.
- Explicación de esta estampa del manuscrito del Museo del Prado: Si se desplumaron ya, vayan fuera: que van a venir otros.todos caerán.[2]

- Manuscrito de Ayala: Después de desplumados los avechuchos son arrojados a escobazos: uno baja cojo y vizmado, y dos padres reverendísimos, con sus rosarios al cinto, les guardan las espaldas, y celebran las burlas.[2]

- Manuscrito de la Biblioteca Nacional: Después de la copula de los avechuchos, las putas los arrojan a escobazos, desplumados, cojos y cabizbajos: dos frailes muy reverendos los guardan las espaldas, y son los que celebran la burla con sendos rosarios a la cintura.[2]

Esta estampa es continuación de la anterior, en que los hombres-pájaros son atraídos al burdel y desplumados. Aquí ya desplumados son echados por las putas del prostíbulo a escobazos, y ellos se retiran cojos y cabizbajos. Dos pájaros más, revolotean en lo alto, está claro en la escena que también caerán y serán desplumados. Detrás hay dos figuras, al parecer frailes con rosario a la cintura, que disfrutan de la escena.

## Técnica del grabado
El primer estudio difiere ligeramente de la escena definitiva, incluso la composición fue invertida y fueron eliminadas dos figuras humanas que estaban en el fondo, dos grandes ventanas y varios hombres-pájaro. En el segundo estudio concretó las expresiones de las mujeres y frailes. No está claro si las figuras en segundo término son frailes o alcahuetas.